# لودون يونايتد
نادي لودون يونايتد لكرة القدم (بالإنجليزية: Loudoun United Football Club) هو نادي كرة قدم أمريكي احترافي أسس في عام 2018 بمقاطعة لودون بولاية فيرجينيا الأمريكية. يلعب الفريق في دوري الولايات المتحدة - البطولة على ملعب لودون يونايتد.

## وصلات خارجية
- الموقع الرسمي